# Bataille des Thermopyles (254)
Cet article concerne la bataille des Thermopyles de  254 ap J.-C. Pour autres dates, voir Bataille des Thermopyles (homonymie).
La bataille des Thermopyles est une des batailles livrées dans l'Antiquité dans le défilé des Thermopyles, en Grèce centrale. Elle survient pendant les invasions barbares du IIIe siècle, à une date diversement estimée entre 254, 259 et 262. Elle est connue essentiellement par un récit fragmentaire attribué à l'historien grec Dexippe.

## Contexte

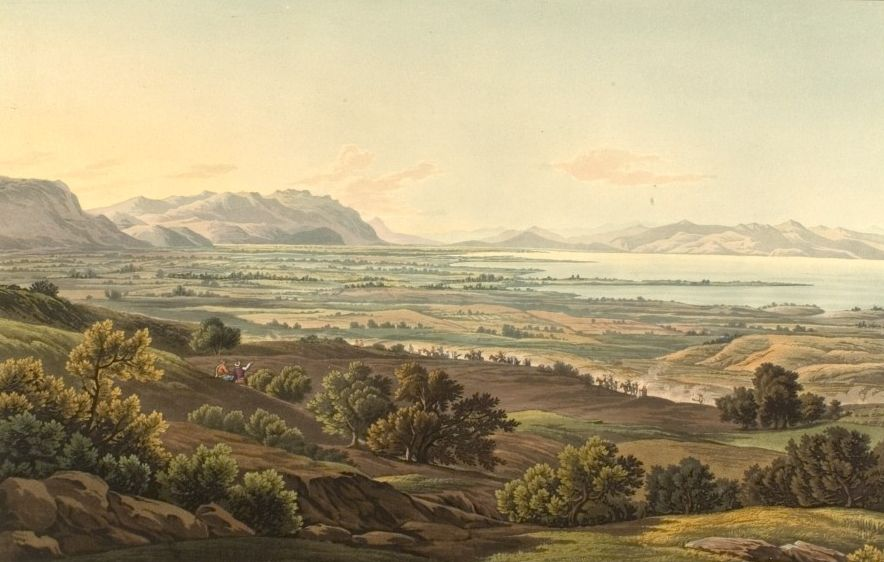
Passage des Thermopyles au bord du golfe Maliaque, toile d'Edward Dodwell, 1821.

Pendant la crise de l'Anarchie militaire du IIIe siècle, l'Empire romain connait une vague d'invasions barbares : une coalition de peuples « scythes », terme qui, chez Dexippe, désigne principalement les Goths, fait irruption dans les provinces romaines de Thrace et Macédoine. Ils tentent de s'emparer de Thessalonique mais sont repoussés. En 252, malgré les efforts de l'empereur Dèce, une trahison permet aux Goths de prendre et piller la ville thrace de Philippopolis. Leur avance sème la panique dans la province d'Achaïe (Grèce péninsulaire). Selon le récit de l'historien byzantin Georges le Syncelle, dérivant de l' Histoire universelle de Dexippe :
« Effrayés par tout ceci, les Grecs fortifiaient les Thermopyles, les Athéniens reconstruisaient les remparts de la ville qui avaient été en ruines depuis le temps de Sylla et les Péloponnésiens bâtissaient un mur sur l'Isthme d'une mer à l'autre. »

## La bataille

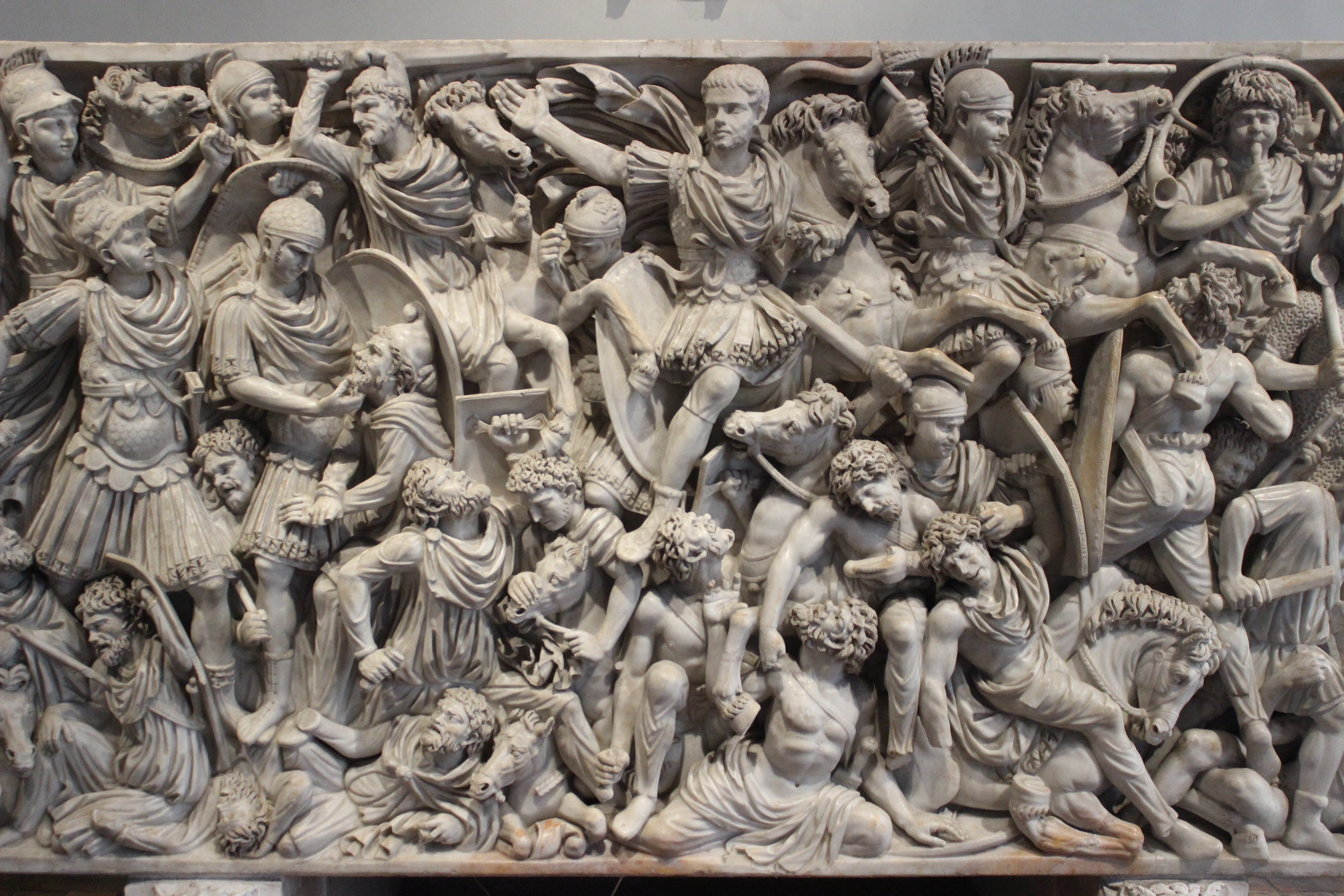
Bataille entre Romains et Goths, sarcophage romain, IIIe s.

À une date diversement estimée entre 254, 259 et 262, les Goths se dirigent vers la Grèce afin de piller les richesses des sanctuaires. Le proconsul Marianus, secondé par l'Athénien Philostrate et le Béotien Dexippe, rassemble une petite armée de légionnaires et de Grecs, armés de longues lances, de haches et d'armes assorties. Marianus leur adresse un discours rappelant que ce passage a été défendu avant eux par de nombreuses générations de Grecs et de Romains.
L'état fragmentaire du texte ne nous permet pas de connaître le déroulement de la bataille. Selon Georges le Syncelle, les barbares sont repoussés mais rentrent chez eux avec un abondant butin,.

## Interprétation

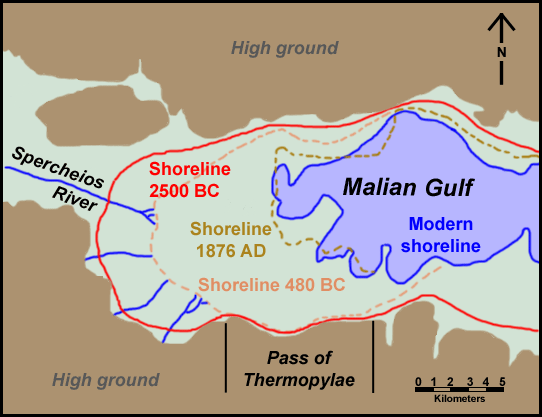
Lignes successives du rivage des Thermopyles.

La publication en 2013 d'un fragment inédit trouvé sur un palimpseste de la bibliothèque de Vienne, attribué à Dexippe pour des raisons stylistiques, nous renseigne sur les préparatifs de la bataille mais celui-ci s'arrête au début du combat. L'auteur insiste sur la complémentarité entre les troupes romaines professionnelles et les volontaires grecs venus défendre leur province : alors que Dèce, par son mépris pour les unités locales, avait causé la défaite de Philippopolis, la défense des Thermopyles est victorieuse.
Un récit plus tardif, l'Histoire Auguste, compilation de la fin du IVe siècle, attribue le mérite de la défense des Thermopyles au futur empereur Claude II. Mais l'auteur, un intellectuel païen écrivant sous une série de pseudonymes, se soucie peu d'exactitude historique : son texte est un pastiche faisant l'éloge d'un général compétent, fidèle à l'ancienne religion romaine, où on lit entre les lignes une critique des empereurs et généraux chrétiens de son époque, particulièrement du ministre Rufin qui, en 395, a permis aux Wisigoths d'Alaric de franchir les Thermopyles sans combat et de mettre la Grèce au pillage. Le rhéteur païen Eunape, dans son récit de la guerre contre Alaric repris par l'historien Zosime, exprime de façon directe les mêmes accusations d'incompétence et de trahison.
L'historien François Paschoud souligne une difficulté technique : entre l'époque de la première bataille des Thermopyles (480 av. J.-C.) et la fin de l'Antiquité, le golfe Maliaque a dû s'ensabler largement puisque, de nos jours, une vaste plaine s'étend entre les contreforts du Pinde et la mer. Il aurait donc été difficile de défendre les Thermopyles, à moins de disposer d'une armée nombreuse. Cependant, l'archéologie indique que le chemin de montagne contournant les Thermopyles (le « sentier d'Éphialte ») a été fortifié sous le règne de Valens (364-378) ; il est assez vraisemblable que cet ouvrage avait pour but de compléter une ligne de défense existante sur la route principale des Thermopyles.

## Sources et bibliographie
- (en) Cet article est partiellement ou en totalité issu de l’article de Wikipédia en anglais intitulé « Battle of Thermopylae (254) » (voir la liste des auteurs) dans sa version du 6 octobre 2018.
- Mallan, Christopher; Davenport, Caillan (November 2015). "Dexippus and the Gothic Invasions: Interpreting the New Vienna Fragment". Journal of Roman Studies. 105: 203–226.
- Wolfram, Herwig, Geschichte der Goten. Entwurf einer historischen Ethnographie, 1979 [History of the Goths]. Trad. anglaise par Dunlap, Thomas J. University of California Press, 1990.
- David Potter, Decius and Valerian in Diederik W.P. Burgersdijk et Alan J. Ross (éd.), Imagining Emperors in the Later Roman Empire, Brill, 2018
- Paschoud François. Claude II aux Thermopyles ? A propos de HA, Claud. 16,1, Zosime 5,5 et Eunape, Vitae Soph. 7, 3, 4-5. In: Institutions, société et vie politique dans l'Empire romain au IVe siècle ap. J.-C. Actes de la table ronde autour de l'œuvre d'André Chastagnol (Paris, 20-21 janvier 1989) Rome : École Française de Rome, 1992. p. 21-28. (Publications de l'École française de Rome, 159)